# Mônica Vasconcelos
Mônica Vasconcelos (* 13. November 1966 in São Paulo) ist eine brasilianische Jazz-Sängerin und Rundfunkmoderatorin.

## Wirken
Vasconcelos begann ihre musikalische Karriere in den Clubs ihrer Heimatstadt. Nach ihrem Umzug nach London im Jahr 1992 sang sie weiter und gründete 1994 ihre Band Nóis. Neben dem brasilianischen Gitarristen Ife Tolentino standen ihr dabei britische Jazzmusiker wie zunächst der Keyboarder Steve Lodder und der Posaunist Paul Nieman zur Seite. Daneben interpretierte sie bei Gruppen wie Viramundo oder As Meninas das Repertoire der Música Popular Brasileira. Als Sängerin trat sie bei vielen namhaften Festivals etwa WOMAD oder dem JazzFest Berlin auf und veröffentlichte seit 1997 sieben Alben unter eigenem Namen. Ihr Album São Paulo Tapes, das Robert Wyatt produzierte, stellt Lieder vor, die während der brasilianischen Militärdiktatur zwischen 1964 und 1985 von Liedermachern wie Chico Buarque, João Bosco, Ivan Lins und Caetano Veloso geschrieben wurden. Weiterhin war sie (neben Lenine, Zélia Duncaan, Ney Matogrosso und Joyce) auf Alberto Rosenblits Album De Bem Com a Vida zu Gast.
Als Redakteurin und Moderatorin des BBC World Service produzierte Vasconcelos Radiosendungen über die Geschichte der Música Popular Brasileira. 2014 gewann sie bei den New York Festivals International Radio Programme Awards die Auszeichnung in Gold für ihre  Dokumentation The Secret History of Bossa Nova, die sie 2013 auf BBC Radio 4 präsentierte.

## Diskographische Hinweise
- As Meninas: Bom Dia (2000, mit Ingrid Laubrock, Ife Tolentino, Chris Wells)
- A Bossa Nova Love Affair (2012, mit Stacey Kent, Irene Kral, Gustavo Marques, Guinga, Clare Teal, Jacqui Dankworth, Mishka Adams, Ingrid Laubrock, Heidi Vogel)
- The Sao Paulo Tapes (2016, mit Ife Tolentino, Liam Noble, Andres Lafone, Yaron Stavi, Marius Rodrigues)